# コルペディオンの戦い
コルペディオンの戦い（コルペディオンのたたかい、Battle of Corupedium）は、紀元前281年に起った、ディアドコイ戦争の戦闘である。シリア王セレウコス1世とトラキア王リュシマコスが戦い、セレウコスが勝利し、リュシマコスは敗死した。
この戦いはディアドコイ戦争における最後の戦いであるが、戦いの詳細は史料における記述の少なさから分かっていない。しかし、セレウコスが勝利し、リュシマコスが敗死したことは確かである（アッピアノス, 『シリアの戦争』, 62）。ヘラクレイアのメムノンによれば、リュシマコスはマラコンというヘラクレイア人の槍を受けて死んだ（メムノン, 『ヘラクレイア史』, 5）。この戦いにおける勝利により、セレウコスはプトレマイオス1世の支配していたエジプトを除くアレクサンドロス帝国の大部分を勢力下に置いた。また、この前年の紀元前282年にプトレマイオスは死去していたため、リュシマコスを敗死させたセレウコスはディアドコイ第1世代における最後の生き残りとなった。奇しくも、かつてのディアドコイ戦争の最有力者であり、アレクサンドロス帝国の再統一を目指したアンティゴノス（セレウコス、リュシマコス、プトレマイオス等の結んだ同盟と戦うも、セレウコス・リュシマコスとの決戦であるイプソスの戦いで紀元前301年に敗死した）と同等か、それ以上の地位と領土とを我がものとすることにセレウコスは成功したのである。
リュシマコスを敗死させたセレウコスはリュシマコス朝の都リュシマケイア、そしてリュシマコスが勢力圏としていた自身の故郷、マケドニアに乗り込もうとした。しかし、この戦いからすぐに、セレウコスはプトレマイオスの子プトレマイオス・ケラウノスによって暗殺された。セレウコスを暗殺したプトレマイオス・ケラウノスはそのままマケドニアに渡り、そこに自らの王朝を築かんとしたが、それから程なくしてマケドニアに侵攻してきたガリア人との戦いで戦死するのである。